# Ukraińska Partia Federacyjno-Demokratyczna
Ukraińska Partia Federatywno-Demokratyczna (Українська Федеративно-Демократична Партія, UFDP) – ukraińska partia konserwatywna, utworzona w grudniu 1917 w Kijowie  przez byłych członków Starej Hromady.
UFDP opowiadała się za zmianą Imperium Rosyjskiego w federację autonomicznych krajów i występowała przeciw ogłoszeniu niepodległości Ukrainy. 
Głównymi działaczami byli: W. Naumenko, B. Kistjakiwski, I. Kwiatkowski, I. Łuczycki, W. Ihnatowycz. Partia nie odegrała większej roli w polityce. 